# یان مگنوسن
یان الِگارد مگنوسن (دانمارکی: Jan Ellegaard Magnussen؛ زادهٔ ۴ ژوئیهٔ ۱۹۷۳ در راسکیله) رانندهٔ مسابقات اتومبیل‌رانی اهل دانمارک است که در فصل ۱۹۹۵، و دوباره از فصل ۱۹۹۷ تا ۱۹۹۸ در مجموع در ۲۵ گراند پری از مسابقات جهانی فرمول یک شرکت کرد.
مگنوسن در طول دوران فعالیت خود در فرمول یک ۱ امتیاز را به نام خود به‌ثبت رساند. او پدر کوین مگنوسن، رانندهٔ کنونی مسابقات جهانی فرمول یک است.